# دیوا (فیلم ۱۹۸۱)
دیوا (انگلیسی: Diva) فیلمی مهیج و معمایی به کارگردانی ژان-ژاک بنکس محصول ۱۹۸۱ کشور فرانسه است. این فیلم برنده جایزه سزار بهترین فیلم اول شده است.

## بازیگران
- Frédéric Andréi در نقش Jules
- Wilhelmenia Fernandez (billed as Wilhelmenia Wiggins Fernandez) در نقش Cynthia Hawkins
- رولان برتن در نقش Weinstadt
- ریشار بورینژه در نقش Gorodish
- ژرار دارمون در نقش L'Antillais
- Chantal Deruaz در نقش Nadia
- Jacques Fabbri در نقش Jean Saporta
- Patrick Floersheim در نقش Zatopek
- Thuy An Luu در نقش Alba
- Jean-Luc Porraz در نقش Mermoz
- لور دوتیل در نقش Mermoz's friend
- دومینیک پینان در نقش Le Curé ("The Priest")
- دومینیک بسنئار در نقش record store employee
- Isabelle Mergault در نقش game girl